# Nonyma nigeriae
Nonyma nigeriae là một loài bọ cánh cứng trong họ Cerambycidae.